# Jacques Albert Brion
Jacques Albert Brion (* 8. Juni 1843 in Goxwiller, Frankreich; † 1910 in Straßburg) war ein französischer Architekt und wichtiger Vertreter des Art Nouveau im Elsass.
Brion wurde als Sohn des Malers Gustave Adolphe Brion im elsässischen Winzerdorf Goxwiller geboren. Er studierte von 1865 bis 1868 in Paris. Anschließend arbeitete er in Mülhausen und ab 1871 in Straßburg. Dort entwarf er das Anatomische Institut (1874), das Institut für Physiologische Chemie (1883) und die Gynäkologische Klinik (1886), des Weiteren Synagogen, Schulen und Rathäuser. Nach dem Zusammenschluss mit Jules Berninger baute er auch etliche Geschäfts- und Privathäuser, von denen z. B. in Straßburg heute noch einige zu besichtigen sind.
Beispiele hierfür sind:
- Shop „Dusch & Cie“ (26, fossé des Tanneurs), 1889
- Wohnhaus Voltz (17, avenue de la Liberté), 1890–1891
- Shop „Haas & Levy“ (40, rue du Vieux-Marché-aux-Vins), 1892
- Villa Burger (20, avenue de la Paix), 1891–1892
- Villa Clog (29, allée de la Robertsau), 1891–1892
- Villa Klein (7, rue Lamey), 1891–1892
- Bürgerliches Spital (20, rue du Moulin, Bischwiller), 1870

Mit Eugène Haug schuf er folgende Gebäude:
- Bürogebäude der Versicherungsgesellschaft „Rhin & Moselle“ (5, rue Joffre), 1898
- Geschäftshaus der Straßburger Bank (24, rue du Vieux-Marché-aux-Vins), 1897
- Wohnhaus (67, avenue des Vosges), 1902
- Wohnhaus (47, avenue des Vosges), 1903
- Warenhaus Tietz (5, quai de Paris), 1905

Inzwischen abgerissen und durch ein Einkaufszentrum ersetzt wurde das bekannte Hotel-Restaurant „Maison Rouge“ an der Place Kléber (1898), dessen Wintergarten mit Art-Nouveau-Glasfenstern geschmückt war. Hier wohnten u. a. Konrad Adenauer, Winston Churchill und Ernest Hemingway.
1885 schuf er in Wissembourg das Gebäude der damaligen katholischen Mädchenschule (4, quai du 24-Novembre).